# Лаку Рошу (Харгита)
Лаку Рошу (рум. Lacu Roșu) насеље је у Румунији у округу Харгита у општини Георгени. Oпштина се налази на надморској висини од 972 m.

## Становништво
Према подацима из 2002. године у насељу је живело 97 становника.

### Попис2002.
| Расподела становништва по националности 2002.‍ | Расподела становништва по националности 2002.‍ | Расподела становништва по националности 2002.‍ | Расподела становништва по националности 2002.‍ | Расподела становништва по националности 2002.‍ |
| --------------------------------------------- | --------------------------------------------- | --------------------------------------------- | --------------------------------------------- | --------------------------------------------- |
|                                               |                                               |                                               |                                               |                                               |
| Румуни                                        | Румуни                                        |                                               | 62                                            | 63,9%                                         |
| Мађари                                        | Мађари                                        |                                               | 35                                            | 36,1%                                         |